# Кампания Ред-Ривер
Кампания Ред-Ривер (The Red River Campaign) известна так же как Экспедиция Ред-Ривер, представляла собой серию сражений на берегах Ред-Ривера в Луизиане во время американской гражданской войны. Кампания длилась с 10 марта по 22 мая 1864 года. В этой кампании, начатой по инициативе Союза, федеральная армия генерал-майора Натаниэля Бэнкса численностью примерно 30 000 человек действовала против отрядов генерал-лейтенанта Ричарда Тейлора, численность которых варьировалась от 6000 до 15 000.

## Замысел
Начиная эту кампанию, федеральное правительство желало достигнуть нескольких целей:
1. Разбить армию Ричарда Тейлора.
2. Занять Шривпорт штаб Трансмиссисипского департамента, установить контроль над рекой Ред-Ривер и занять Восточный Техас.
3. Конфисковать около 100 000 кип хлопка с плантаций на Ред-Ривер.
4. Сформировать лояльное Союзу правительство в регионе.

Вашингтонские стратеги предполагали, что оккупация восточного Техаса и контроль над Ред-Ривер сможет изолировать Техас от Конфедерации. Техас поставлял Конфедерации орудия, продовольствие и боеприпасы.
Другие историки предполагают, что кампания была вызвана действиями Наполеона III, который послал в Мексику императору Максимилиану армию в 25 000 человек. Конфедерация как раз предложила признать Максимилана в обмен на признание Францией Конфедерации. Признание помогло бы получить доступ к необходимым стране товарам.
План Халлека, составленный в январе 1864 года, требовал от Бэнкса взять 20 000 солдат из Нового Орлеана и Александрии и направиться вверх по протоке Тэч, где встретить 15 000 человек генерала Эндрю Смита, посланных Шерманом из Виксберга. Отряд Смита мог быть в распоряжении Бэнкса только до конца апреля, а затем должен был быть отозван для иных операций. В итоге Бэнкс получает армию в 35 000 человек и движется вверх по Ред-Ривер на Шривпорт, в сопровождении флота адмирала Дэвида Портера. Одновременно на встречу Бэнксу их Арканзаса выступят 7000 солдат генерала Стила. Они помогут взять Шривпорт, а затем останутся там в качестве гарнизона.

## Участники

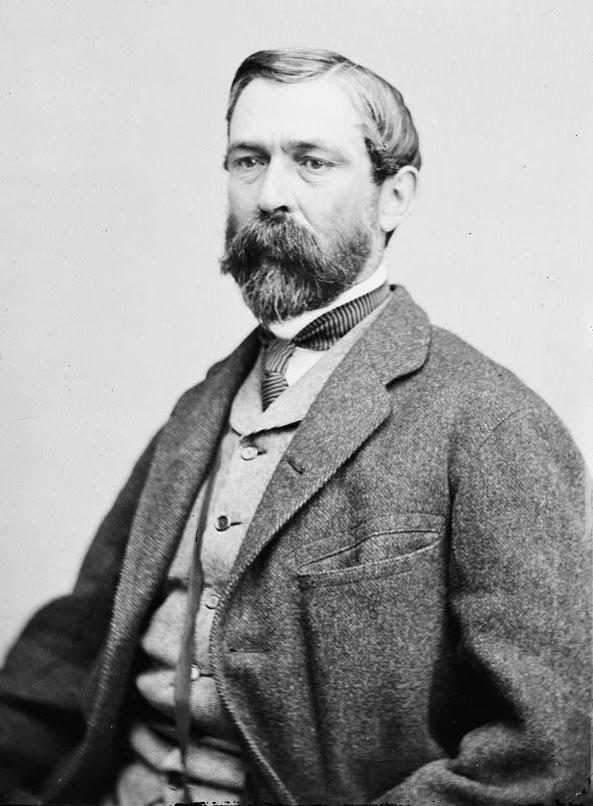
Генерал-майор Ричард Тейлор

Федеральные силы состояли из четырёх частей, из которых три действовали совместно:
1. Отряды из «Департамента Залива» под командованием Бэнкса. Состояли из двух пехотных дивизий XII корпуса, двух пехотных дивизий XIX корпуса, кавалерийской дивизии и негритянской бригады. Всего 20 000 человек.
2. 10 000 солдат из XVI и XVII корпусов.
3. Миссисипская флотилия адмирала Дэвида Портера: 10 броненосцев, 3 монитора, 9 пароходов, 1 таранный пароход и несколько вспомогательных судов.
4. 7000 солдат генерала Стила из Департамента Арканзас.
Силы Конфедерации состояли из армии Трансмиссисипского департамента под командованием Эдмунда Смита.
1. Дистрикт Западная Луизиана, под ком. Ричарда Тейлора, примерно 10 000 человек: две пехотные дивизии, две кавалерийские бригады и гарнизон Шривпорта.
2. Дистрикт Арканзас, под ком. Стерлинга Прайса, примерно 11 000 человек: три пехотные дивизии и кавалерийская дивизия. В начале кампании Смит приказал Прайсу отправить в Луизиану одну из его дивизий.
3. Дистрикт Индейской Территории, под ком. Самуэля Мэксея, примерно 4000 человек: три кавбригады.
4. Дистрикт Техас, под ком. Джона Магрудера, 15 000 человек, в основном кавалерия. В начале кампании Смит приказал Магрудеру прислать столько людей, сколько тот сможет. Всего за время кампании к Тейлору присоединилось 8000 техасских кавалеристов, но это присоединение происходило постепенно.
5. Флот Конфедерации на базе в Шривпорте: броненосец «CSS Missouri», колёсный пароход «CSS Webb» и несколько подводных лодок.

## Ход кампании
10 марта Уильям Франклин, командующий авангардными дивизиями федеральной армии, начал наступление на север. В то же время два корпуса генерала Эндрю Смита отправились по воду из Виксберга в Симмеспорт. 14 марта в сражении за форт Де Русси люди Смита атаковали и сходу захватили форт Де Русси, закрывающий путь по Ред-Риверу. В плен попали 317 солдат армии Юга и все тяжёлые орудия форта — единственные тяжёлые орудия в Луизиане. После этого адмирал Портер смог разобрать заграждения на реке и двинуться вверх по Ред-Ривер. Тейлор отступал, оставив Александрию и всю центральную и южную Луизиану.
20 марта отряд Смита прибыл в Александрию, ожидая встретить там дивизии Франклина. Однако, Франклин прибыл только 25 марта, а сам Бэнкс — 26-го марта. Эти опоздания Бэнкса были одной из причин недовольства его подчинённых, которое проявлялось всё время кампании. В ожидании Бэнкса, Смит отправил Джозефа Мовера в рейд, и 21 марта Мовер без единого выстрела захватил форпост противника на Гендерсон-Хилл, взяв в плен 250 человек и четыре орудия.
Прибыв в Александрию, Бэнкс получил важное сообщение: он узнал, что 12-го марта генерал Грант назначен главнокомандующим федеральными армиями вместо Халлека. Он отправил Бэнксу письмо, требуя взять Шривпорт как можно быстрее, потому что отряд Смита необходимо вернуть Шерману в середине апреля, даже если это может повредить всему ходу кампании.
Между тем генерал Кирби Смит имел в своем распоряжении 80 000 человек, которые были разбросаны по всей Луизиане. В результате сконцентрировать силы не удалось и генерал Тейлор за всё время кампании никогда не имел армии более, чем 18 500 человек.
31 марта Бэнкс занял Нитчиточес — город в 65 милях от Шривпорта. Здесь дивизии Франклина застряли на неделю из-за дождей, но и флот адмирала Портера так же задержался, поскольку ему пришлось переправлять корабли через речные пороги.

### Сражение при Мансфилде
Генерал Тейлор отступал на северо-запад, пока не соединился с подкреплениями из Техаса и Арканзаса. Тогда он занял оборонительную позицию около Мансфилда. Армия Бэнкса (12 000)человек вышла к Мансфилду 8 апреля, однако из-за организационных проблем не стала атаковать. Тейлор решил напасть на противника, пока тот не получил все подкрепления и не навёл порядок в рядах, и начал атаку, которая в итоге заставила Бэнкса отступить. Тейлор организовал преследование, но вскоре конфедераты наткнулись на отряд Уильяма Эмори (5000 чел.) и вынуждены были остановить преследование. Федеральная армия отступила к Плезант-Хилл. В этом сражении Бэнкс потерял пленными 1423 человека.

### Отступление Бэнкса
В Александрии отношения между командирами федеральной армии продолжили ухудшаться. Прибывший из Техаса генерал Макклернанд тоже сначала не смог найти общий язык со Смитом и Портером. Смит выполнял только те приказы, которые хотел. Портер не смог переправить часть броненосцев через пороги. Когда федеральная армия покинула Александрию, в городе начался пожар, причины которого установить не удалось.
Вместе с тем и генерал Тейлор не смог помешать противнику уйти, хотя и обещал это сделать. Тейлор считал что причина неудачи в том, что Смит не помог ему в этом. 16 мая произошло небольшое сражение при Мансуре, практически без потерь. 18 мая произошло сражение при Йеллоу-Байу посреди горящего леса. Вскоре в федеральную армию прибыл генерал Эдвард Кенби и был назначен главнокомандующим федеральными силами в регионе.